# Vladimír Borovička
Vladimír Borovička (* 25. März 1954 in Děčín) ist ein ehemaliger tschechischer Fußballspieler und derzeitiger Fußballtrainer.

## Vereinskarriere
Borovička spielte bis 1976 bei Kovo Děčín, zur Saison 1976/77 wechselte der Torwart zu FC Bohemians Prag, wo er die Nummer zwei hinter dem gleichaltrigen Zdeněk Hruška war und in vier Jahren auf 29 Einsätze kam. In der Saison 1980/81 absolvierte er seinen Wehrdienst bei Dukla Banská Bystrica als Stammtorwart. Er kehrte zu Bohemians zurück und war erneut Ersatz für Hruška, erst in der Saison 1984/85 verdrängte er seinen Konkurrenten aus dem Tor. Borovičkas Position wurde durch Hruškas Wechsel zu Slavia Prag nach Saisonende noch einmal gestärkt. 1986 verließ auch Borovička Bohemians und wechselte nach Österreich zum FK Austria Wien. Dorthin ging er mit dem Wissen, Ersatz für Franz Wohlfahrt zu sein. In zwei Jahren bestritt Borovička kein einziges Pflichtspiel für die Austria. Seine Karriere beendete er beim SC Zwettl.

## Nationalmannschaft
Insgesamt vier Mal trug Vladimír Borovička das Dress der tschechoslowakischen Nationalmannschaft. Er debütierte am 5. September 1984 im Spiel Griechenland gegen die Tschechoslowakei, das die Gäste mit 1:0 gewannen. Des Weiteren spielte er am 27. März 1985 in Sion gegen die Schweiz, die ČSSR unterlag mit 0:2. Am 21. April 1985 stand er beim 0:0 gegen Malta im Tor, Borovičkas letztes Länderspiel war ein 1:5 der Tschechoslowakei gegen Deutschland am 30. April 1985.

## Trainerkarriere
Vladimír Borovička arbeitete meist als Co-Trainer. In der Saison 1994/95 war er Interimstrainer bei Sparta Prag, ebenso war er kurzzeitig Cheftrainer bei FC Bohemians Prag in der Saison 1996/97. In der Spielzeit 2001/02 löste er drei Spieltage vor Saisonende Vlastimil Petržela ab und bekam die Chance, die Mannschaft als hauptverantwortlicher Trainer auch in der Saison 2002/03 zu führen. Nach vier Auftaktniederlagen wurde er entlassen und durch Dušan Uhrin junior ersetzt. Als Petržela 2003 Trainer bei Zenit St. Petersburg wurde, nahm er Borovička als Assistenten mit.